# Efeito Pockels
O Efeito Pockels, ou  Efeito Pockels electro-óptico, é a produção de birrefringência em um meio óptico induzida por um campo elétrico lentamente variável. É distinto do efeito Kerr pelo fato de que a birrefringência é proporcional ao campo elétrico, ao passo que no efeito Kerr a birrefringência é proporcional ao quadrado do campo elétrico. O efeito Pockels ocorre somente em cristais que não tenham simetria de inversão (não centro-simétricos), tais como o niobato de lítio ou o arsenieto de gálio.
O efeito Pockels é usado na construção de células de Pockels, que são  placas de onda controladas por tensão. Em associação com um polarizador, estas podem ser usadas para criar obturadores super rápidos, que podem alternar entre condução e bloqueio da luz em intervalos de nanosegundos. Estas combinações de dispositivos são usadas em uma variedade de aplicações técnicas e científicas.
As células de Pockels  são usados para  quantum key distribution ao usarem o efeito Pockels para polarizar a luz.
As células de Pockels também podem ser usadas para modulação em  fase um raio laser incidente. Quando um campo elétrico senoidal é aplicado a este material birrefringente, o raio incidente é modulado em fase em relação ao campo variável E.
Friedrich Carl Alwin Pockels estudou o efeito, que leva o seu nome, em 1893.